# Кольонія-Доброслав
Кольонія-Доброслав (пол. Kolonia Dobrosław) — село в Польщі, у гміні Лютутув Верушовського повіту Лодзинського воєводства.
Населення — 97 осіб (2011).
У 1975-1998 роках село належало до Серадзького воєводства.

## Демографія
Демографічна структура станом на 31 березня 2011 року:
|          | Загалом | Допрацездатний вік | Працездатний вік | Постпрацездатний вік |
| -------- | ------- | ------------------ | ---------------- | -------------------- |
| Чоловіки | 47      | 12                 | 32               | 3                    |
| Жінки    | 50      | 9                  | 32               | 9                    |
| Разом    | 97      | 21                 | 64               | 12                   |